# Novo Horizonte (bloco)
O Grêmio Recreativo Bloco Carnavalesco Novo Horizonte é um bloco de enredo do Rio de Janeiro, sediado no bairro de Brás de Pina. Suas cores são o verde e branco. A agremiação geralmente apresenta, em seus desfiles, enredos de temática infantil.

## História
No ano de 2010, obteve a sétima colocação no grupo principal dos blocos de enredo.
Em 2011, apresentou um desfile com alguns problemas, principalmente com casal de mestre-sala e porta-estandarte, sendo rebaixada para o Grupo 2 dos blocos de enredo. Em 2014, o bloco venceu o segundo grupo, retornando à divisão principal, onde está desde então. Seu melhor resultado, desde então, foi o vice-campeonato, em 2015.

## Segmentos

### Presidentes
| Nome                       | Mandato        | Ref.        |
| -------------------------- | -------------- | ----------- |
| Eduardo Alvarenga          | 1999-2000      |             |
| Leandro Miranda Pacheco    | ? - 2016       | [ 1 ] [ 3 ] |
| Luciano de Sousa Barcellos | 2017 - ?       | [ 4 ] [ 5 ] |
| Alexandre Martins dos Reis | ? - atualidade | [ 6 ]       |

### Diretores
| Ano  | Diretor de Carnaval | Diretor geral de harmonia | Mestre de bateria | Ref.  |
| ---- | ------------------- | ------------------------- | ----------------- | ----- |
| 2017 | Mago do Samba       | Freddy Ferreira           | Ivo               |       |
| 2020 |                     |                           | Cheio de Marra    | [ 6 ] |
| 2022 | Eduardo Alvarenga   |                           |                   |       |

### Coreógrafo
| Ano  | Nome | Ref. |
| ---- | ---- | ---- |
| 2020 |      |      |

### Casal de Mestre-sala e Porta-bandeira
| Ano  | Nome                                 | Ref.  |
| ---- | ------------------------------------ | ----- |
| 2017 | Juan e Joana                         |       |
| 2019 | Léo e Elaine                         | [ 7 ] |
| 2020 | Cristiano Foguinho e Caroline Santos | [ 6 ] |

### Rainhas de bateria
| Período | Rainha  | Princesa | Ref.  |
| ------- | ------- | -------- | ----- |
| 2020    | Thaissa | Bia      | [ 6 ] |

### Intérprete
| Nome | Ano       | Ref.  |
| ---- | --------- | ----- |
| 2019 | Kissandro | [ 7 ] |
| 2020 | Sidinho   | [ 6 ] |

## Carnavais
| Ano  | Colocação   | Grupo    | Enredo | Carnavalesco                  | Ref.         |
| ---- | ----------- | -------- | --- | ----------------------------- | ------------ |
| 2006 | 4° lugar    | 2-Bloco  | Noites cariocas | Andre Moreira                 | [ 8 ]        |
| 2007 | 8° lugar    | 2-Bloco  | Agonia e glória dos negros no Brasil | Antônio Carlos Cerezzo        | [ 9 ]        |
| 2008 | 7° lugar    | 2-Bloco  | A Magia do circo | Antônio Carlos Cerezzo        | [ 10 ]       |
| 2009 | Campeão     | 2-Bloco  | Um paraíso chamado Brasil | Antônio Carlos Cerezzo        | [ 11 ]       |
| 2010 | 7º lugar    | 1-Bloco  | Seja entrudo familiar ou popular, o Novo Horizonte quer brincar | Antônio Carlos Cerezzo        | [ 12 ]       |
| 2011 | 8º lugar    | 1-Bloco  | A origem do amor | Alexandre Machado             | [ 13 ]       |
| 2012 | 6º lugar    | 2-Bloco  | Na Terra Brasilis, Todo dia é dia de Índio | Alexandre Machado             | [ 14 ]       |
| 2013 | 4º lugar    | 2-Bloco  | A história das histórias infantins | Rose Marie                    | [ 15 ]       |
| 2014 | Campeã      | 2-Bloco  | Gritos de Liberdade de uma Raça! | Alexandre Machado             | [ 16 ]       |
| 2015 | Vice-Campeã | 1-Bloco  | De Janeiro a Janeiro o Novo Horizonte canta o Brasil terra de festa o ano Inteiro Compositores:Sidinei Pereira, Paulo Martins, Luis Pereira, Zenaide, Robson de Oliveira e Antônio da Silva. | Alexandre Machado             | [ 3 ]        |
| 2016 | 4º lugar    | 1-Bloco  | Você pode sair da Favela, mas a Favela não sai de você. Compositores: Paulo Martins, Sidinei da Silva, Itamar Ribeiro, Antônio da Silva, Carlos Henrique, João Menezes e Cássio do Nascimento. | Alexandre Machado da Silva    | [ 1 ] [ 17 ] |
| 2017 | 5º lugar    | 1-Bloco  | Em busca do Novo, Horizonte lá vou eu! Compositores: Marcelo Gomes Guimarães/Sidney Salles / Jurandir de Carvalho José/João Cesar Lima Santos | Sylvio Cielo e Halisson Paulo | [ 4 ]        |
| 2018 | 4º lugar    | 1-Bloco  | Um sertão feito à mão Compositores: Marcelo Gomes Guimarães/Sidney Salles / Jurandir de Carvalho José/João Cesar Lima Santos | Sylvio Cielo e Halisson Paulo |              |
| 2019 | 3º lugar    | 1-Bloco  | O "fervo" que contagia: é frevo! É alegria! Compositores: Marcelo Gomes Guimarães, Sidney Salles, Jurandir de Carvalho José e João Cesar Lima Santos | Sylvio Cielo e Halisson Paulo | [ 7 ]        |
| 2020 | 3º lugar    | 1-Bloco  | Sambando daqui, sambando de lá, o Novo Horizonte que brincar Compositores: Felipe da Silva Teixeira, Licínio Heitor Mathilde Gonçalves, Carlos José Peixoto Henrique, Cássio Ribeiro de Mello, Aluísio Machado da Cruz, Alexandre Machado da Silva, Walnir Lima Almeida, Luís Carlos Pereira e Paulo César Martins | Alexandre Machado             | [ 6 ]        |
| 2022 | 4° lugar    | 1- Bloco | Circus | Alexandre Machado             |              |
| 2023 | 8° lugar    | 1- Bloco | Resistência Negra | Alexandre Machado             |              |
| 2024 | 6º lugar    | 1- Bloco | |                               |              |
| 2025 | 9º lugar    | 1- Bloco | Carioca é Praia, Futebol e Samba! | Fernando Angelo               |              |

- Commons